# Piper paucinerve
Piper paucinerve är en pepparväxtart som beskrevs av C. Dc.. Piper paucinerve ingår i släktet Piper och familjen pepparväxter. Inga underarter finns listade i Catalogue of Life.